# Acrocercops breyeri
Acrocercops breyeri är en fjärilsart som beskrevs av Bourquin 1962. Acrocercops breyeri ingår i släktet Acrocercops och familjen styltmalar. Inga underarter finns listade i Catalogue of Life.